# Lê Quý Đôn
Lê Quý Đôn (chữ Hán: 黎貴惇, 2 tháng 8 năm 1726 – 11 tháng 6 năm 1784), tên lúc nhỏ là Lê Danh Phương, tự Doãn Hậu (允厚), hiệu Quế Đường (桂堂), là vị quan thời Lê trung hưng, cũng là nhà thơ và được mệnh danh là "nhà bác học lớn của Việt Nam trong thời phong kiến".
Tác phẩm của Lê Quý Đôn thống kê có tới 40 bộ, bao gồm hàng trăm quyển, nhưng một số bị mối mọt ăn mất.

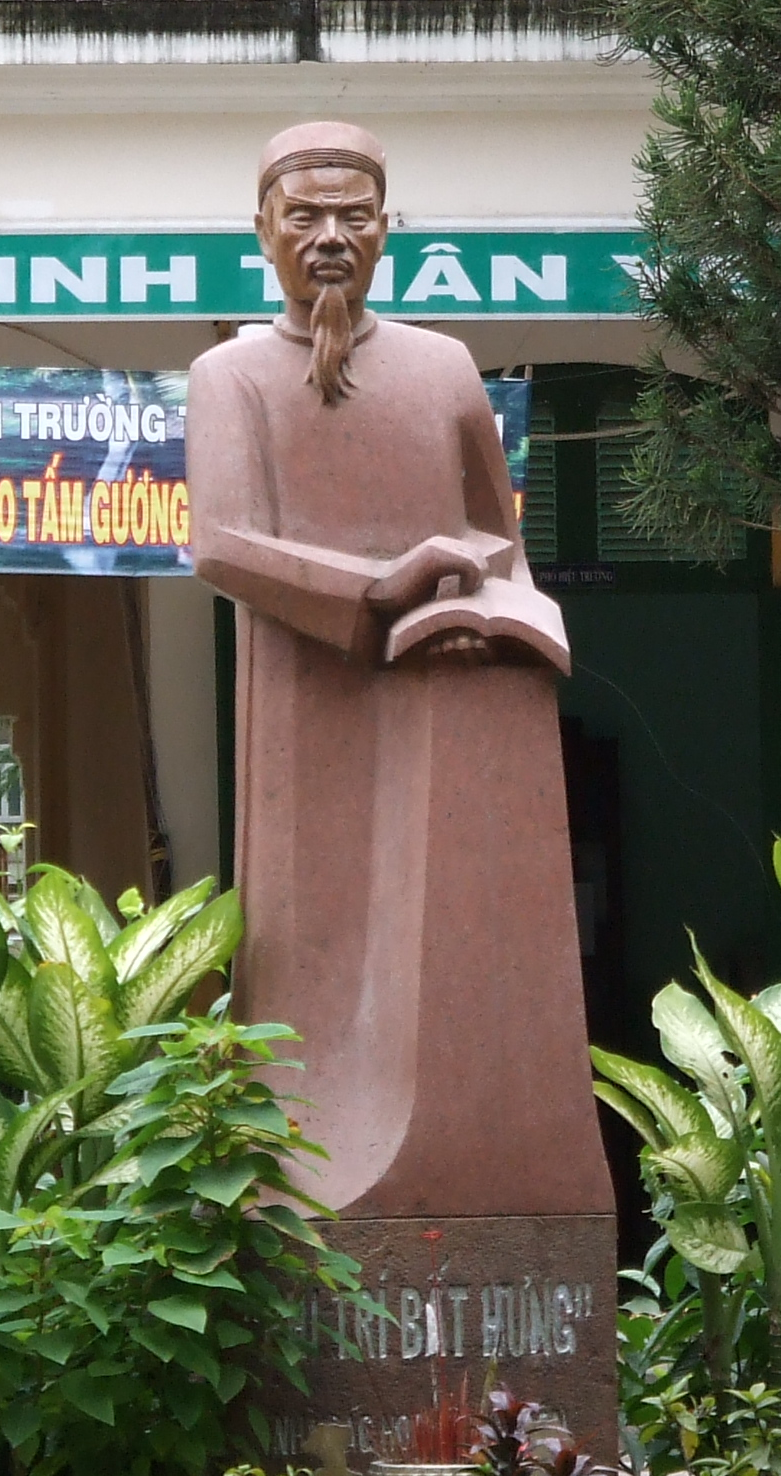
Bức tượng Lê Quý Đôn tại thành phố Hồ Chí Minh

## Thân thế và sự nghiệp
Ông sinh ngày 5 tháng 7 năm Bính Ngọ (2 tháng 8 năm 1726) tại phường Bích Câu, Thăng Long, việc học hành, làm quan và thực hiện nghiên cứu, sáng tác khoa học chủ yếu cũng tại Thăng Long.
Quê gốc của tổ tiên ông tại làng Diên Hà, huyện Diên Hà, trấn Sơn Nam, nay là thôn Đồng Phú thuộc xã Độc Lập, huyện Hưng Hà, tỉnh Thái Bình.
Ông là con trai cả của ông Lê Phú Thứ (sau đổi là Lê Trọng Thứ), đỗ Tiến sĩ năm Bảo Thái thứ 2 (Giáp Thìn, 1721) và làm quan trải đến chức Hình bộ Thượng thư, tước Nghĩa Phái hầu. Ông Lê Trọng Thứ sinh năm 1694 và có hiệu là Trúc Am. Tổ tiên vốn là họ Lý ở huyện Đông Ngàn, trấn Kinh Bắc. Vì tránh nạn nên gia đình ông dời về ở xã Vị Dương (nay là huyện Thái Thụy, Thái Bình). Về sau gia đình ông lại đến ngụ cư ở xã Diên Hà, huyện Hưng Hà cùng tỉnh. Mẹ Lê Quý Đôn tên Trương Thị Ích, là con gái thứ ba của Trương Minh Lượng, đỗ Tiến sĩ khoa Canh Thìn (1700), trải nhiều chức quan, tước Hoằng Phái hầu.

#### Ba lần đỗ đầu
Thuở nhỏ, Lê Quý Đôn là người ham học, thông minh, có trí nhớ tốt, được người đương thời coi là "thần đồng". Năm lên 5 tuổi, ông đã đọc được nhiều bài trong Kinh Thi. Năm 12 tuổi, ông đã học "khắp kinh, truyện, các sử, các sách của bách gia chư tử".
Năm 1743 (Quý Hợi, đời vua Lê Hiển Tông), ông dự thi Hương và đỗ đầu (Giải nguyên) lúc 18 tuổi. Sau khi đỗ Giải nguyên năm 1743, vì không muốn trùng tên với Nguyễn Danh Phương (1690 – 1751), một thủ lĩnh nông dân đang nổi lên chống triều đình, nên ông đã đổi tên là Lê Quý Đôn. Sau đó, ông cưới bà Lê Thị Trang ở phường Bích Câu làm vợ. Bà là con gái thứ 7 của Lê Hữu Kiều, Tiến sĩ khoa Mậu Tuất (1718).
Tuy đỗ đầu khoa thi Hương, nhưng thi Hội mấy lần ông đều không đỗ. Ông ở nhà dạy học và viết sách trong khoảng 10 năm (1743-1752). Sách Đại Việt thông sử (còn gọi là "Lê triều thông sử") được ông làm trong giai đoạn này (Kỷ Tỵ, 1749).52), ông lại dự thi Hội, và lần này thì đỗ Hội nguyên. Vào thi Đình, ông đỗ luôn Bảng nhãn. Vì kỳ thi này không lấy đỗ Trạng nguyên nên kể như cả ba lần thi ông đều đỗ đầu.

### Làm quan
Sau khi đỗ đại khoa, năm Quý Dậu (1753), Lê Quý Đôn được bổ làm Thị thư ở Viện Hàn lâm, rồi sung làm Toản tu quốc sử vào mùa xuân năm Giáp Tuất (1754).
Năm Bính Tý (1756), ông được cử đi thanh tra ở trấn Sơn Nam, phát giác "6, 7 viên quan ăn hối lộ". Tháng 5 năm đó, ông được biệt phái sang phủ Chúa coi việc quân sự (chức Tri Binh phiên). Ba tháng sau, ông được cử đi hiệp đồng các đạo Sơn Tây, Tuyên Quang, Hưng Hóa... rồi đem quân đi đánh quân của Hoàng Công Chất.
Năm Đinh Sửu (1757), ông được thăng làm Hàn lâm viện Thị giảng. Trong năm này ông viết Quần thư khảo biện.

### Đi sứ nhà Thanh
Năm Kỷ Mão (1759), vua Lê Ý Tông mất, triều đình cử ông làm Phó sứ, tước Dĩnh Thành bá, để cùng với Trần Huy Mật, Trịnh Xuân Chú cầm đầu phái đoàn sang nhà Thanh (Trung Quốc) báo tang và nộp cống (1760).
“ Tháng 11 năm Kỷ Mão, Cảnh Hưng thứ 20 (1759) sai các ông Chánh sứ Trần Huy Mật, Phó sứ Lê Quý Đôn, Trịnh Xuân Chú sang tuế cống nhà Thanh, thêm vào việc báo tang vua [Lê] Ý Tông. ”— Đại Việt sử ký tục biên   
Trên đường sang Yên Kinh (nay là Bắc Kinh), Lê Quý Đôn thấy các quan lại nhà Thanh có thói quen gọi đoàn sứ của Đại Việt là "di quan, di mục" (quan lại mọi rợ), ông lên tiếng phản đối, từ đấy họ mới gọi là "An Nam cống sứ". Việc đáng kể nữa trong chuyến đi sứ này đó là ông đã được các quan lớn triều Thanh như Binh bộ Thượng thư Lương Thi Chinh, Công bộ Thượng thư Quy Hữu Quang và nhiều nho thần khác tìm đến thăm.
Đặc biệt, khi đến làm lễ ở điện Hồng Lô, Lê Quý Đôn gặp đoàn sứ thần Triều Tiên do Hồng Khải Hi (洪启禧 – 홍계희) đứng đầu (còn có Triệu Vinh Tiến 趙榮進 và Lý Huy Trung 李徽中). Sau đó, ông đã làm thơ với họ và cho họ xem ba tác phẩm của mình là Thánh mô hiền phạm lục, Quần thư khảo biện và Tiêu Tương bách vịnh. Tài văn chương và ứng đáp của ông làm cho họ "phải tôn trọng", "phải khen ngợi".
Một trong số các bài thơ Lê Quý Đôn giao lưu với các sứ thần Triều Tiên:
“ 送朝鮮國使其一
異邦合志亦同方，

學術本從先素王。

完福共欣歌五善，

逸才偏愧乏三長。

側釐白錘交投贈，

端委洪疇覓表章。

信筆書黃終歉歉，

粲花清論過揄揚。
Tống Triều Tiên quốc sứ kỳ nhất
Dị bang hợp chí diệc đồng phương,

Học thuật bản tòng Tiên Tố Vương.

Hoàn phúc cộng hân ca ngũ thiện,

Dật tài thiên quý phạp tam trường.

Trắc ly, bạch trụy giao đầu tặng,

Đoan ủy, hồng trù mịch biểu chương.

Tín bút thư hoàng chung khiểm khiểm,

Xán hoa thanh luận quá du dương.
Tiễn sứ thần Triều Tiên kỳ 1
Khác bang nhưng hợp chí, cũng cùng một hướng,
Học thuật vốn cùng theo Tiên Tố Vương.
Cùng vui với cái phúc được trọn vẹn, ca lên bài ca ngũ thiện,
Riêng thẹn cho mình đem khoe tài năng mà lại không đủ tam trường.
Giấy trắc ly và giấy bạch trụy trao tặng lẫn nhau,
Phép đoan ủy và phép hồng trù tìm thấy ở biểu chương.
Thả sức viết văn sửa chữ, thật uyển chuyển,
Miệng tươi như hoa luận bàn, rõ ràng lại quá đề cao. ”— Lê Quý Đôn   

### Biên soạn sách
Trở về nước (Nhâm Ngọ, 1762), ông được thăng chức Thừa chỉ Viện Hàn lâm, rồi làm Học sĩ ở Bí thư các để duyệt kỹ sách vở, Ngô Thì Sĩ giữ chức Chính tự. Sách Khâm Định Việt Sử Thông Giám Cương Mục viết rằng:
Bổ dụng Nguyễn Bá Lân và Lê Quý Đôn sung làm học sĩ trong Bí thư các, để duyệt kỷ sách vở, chọn người có văn học là bọn Ngô Thì Sĩ sung giữ chức chính tự trong các.
Năm Quý Mùi (1763), ông viết Bắc sứ thông lục. Trong khoảng thời gian 10 năm (1763-1772), Lê Quý Đôn nhiều lần được cử coi thi Hội.
Năm Giáp Thân (1764), ông dâng sớ xin thiết lập pháp chế, vì thấy một số quan lại lúc bấy giờ "đã quá lạm dụng quyền hành, giày xéo lên pháp luật", nhưng không được chúa nghe. Cũng trong năm đó, ông được cử làm Đốc đồng xứ Kinh Bắc, rồi đổi làm Tham chính xứ Hải Dương (Ất Dậu, 1765), song ông dâng sớ không nhận chức và xin về hưu.
Sách Khâm định Việt sử Thông giám cương mục viết rằng:
Tháng 6, mùa hạ. Lê Quý Đôn, tham chính Hải Dương bị bãi. Từ khi sang sứ nhà Thanh trở về nước, rồi bổ làm tham chính Hải Dương, Quý Đôn tự giãi bày chín tội, nhưng thực ra là tự kể công lao của mình.
Theo Phan Huy Chú, lời sớ đại khái rằng: "Tấm thân từng đi muôn dặm còn sống về được, lại gặp cảnh vợ chết, con thơ phiêu bạt chỗ giang hồ, thần thực không thích làm quan nữa, xin cho về làng". Được chấp thuận, ông trở về quê "đóng cửa, viết sách". Cũng theo Phan Huy Chú, năm 1760, cha vợ ông Đôn là Lê Hữu Kiều mất. Năm sau (1761), vợ ông Đôn là Lê Thị Trang (sinh năm 1733) cũng mất vì bệnh lao khi chưa đầy 30 tuổi, và đã có sáu con. Theo nhà nghiên cứu Bùi Hạnh Cẩn, Lê Quý Đôn từ quan là vì thấy nhà chúa mỗi ngày thêm sa đà vào các việc vui chơi, muốn bổ ông đi trấn cõi ngoài để không còn phải nghe những lời can ngăn của ông, chứ không hẳn là vì nỗi buồn riêng về vợ con.
Đầu năm Đinh Hợi (1767), chúa Trịnh Doanh qua đời, Trịnh Sâm lên nối ngôi. Nghe theo lời tâu của Nguyễn Bá Lân, chúa cho triệu Lê Quý Đôn về triều, phong làm chức Thị thư, tham gia biên tập quốc sử, kiêm Tư nghiệp Quốc tử giám, lên vua Lê Hiển Tông đọc. Tháng 9 năm đó, ông được cử làm Tán lý quân vụ trong đội quân của Nguyễn Phan (tước Phan Phái hầu) đi dẹp cuộc nổi dậy của Lê Duy Mật ở Thanh Hóa. Năm Mậu Tý (1768), ông làm xong bộ Toàn Việt thi lục, dâng lên chúa Trịnh. Năm Kỷ Sửu (1769), ông dâng khải xin lập đồn điền khẩn hoang ở Thanh Hóa.
Năm Canh Dần (1770), bàn đến công lao đánh dẹp, ông được thăng làm Hữu thị lang bộ Hộ kiêm Thiêm đô Ngự sử. Mùa thu năm ấy, ông và Đoàn Nguyễn Thục nhận lệnh đi khám duyệt hộ khẩu ở xứ Thanh Hóa. Xong việc trở về, ông tâu xin tha bớt các thuế thổ sản, thủy sản cho các huyện và thuế thân còn thiếu. Chúa Trịnh liền giao cho triều đình bàn và thi hành. Ít lâu sau, ông được thăng Tả thị lang bộ Lại. Khi lãnh trọng trách này, ông có tâu trình lên bốn điều, được chúa khen ngợi, đó là:
1. Sửa đổi đường lối bổ quan.
2. Sửa đổi chức vụ các quan.
3. Sửa đổi thuế khóa nhà nước.
4. Sửa đổi phong tục của dân.

Sách Khâm định Việt sử Thông giám cương mục viết rằng:
"Trước kia, Quý Đôn làm phó đô ngự sử, thường dùng số bạc đút lót trong khi xét kiện để dâng chúa Trịnh, bèn được thăng chức Hữu thị lang bộ Hộ. Đến nay, nhân khi khám xét hạt Thanh Hoa trở về, lại dâng hơn một ngàn lạng bạc đã ăn của đút, nên do chức Hữu thị lang bộ Hộ thăng lên chức này."
Năm Nhâm Thìn (1772), ông được cử đi điều tra về tình hình thống khổ của nhân dân và những việc nhũng lạm của quan lại ở Lạng Sơn.
Năm Quý Tỵ (1773) đại hạn, nhân đó ông tâu trình 5 điều, đại lược nói: "Phương pháp của cổ nhân đem lại khí hòa, dẹp tai biến, cốt lấy lễ mà cầu phúc của thần, lấy đức mà khoan sức dân". Chúa nghe theo, bổ ông làm Bồi tụng (Phó Tể tướng), giữ việc dân chính, kiêm quản cơ Hữu hùng, tước Dĩnh Thành hầu. Trong năm này, ông viết Vân đài loại ngữ.
Tháng 5, năm 1773, chúa Trịnh Sâm hạ lệnh cho Nguyễn Nghiễm, Nguyễn Phương Đĩnh và Lê Quý Đôn làm lại sổ hộ tịch, Quý Đôn kê cứu tra xét quá nghiêm khắc, nhân dân đều nghiến răng căm hờn, họ làm thư nặc danh dán ở cửa phủ chúa Trịnh xin bãi bỏ Quý Đôn đi mà dùng Ngũ Phúc, lời lẽ trong thư rất là khích thiết. Nhân đây, Trịnh Sâm thay đổi mệnh lệnh, cho Ngũ Phúc cùng Quý Đôn đều giữ công việc đôn đốc làm sổ. Ngũ Phúc xin thi hành theo điều lệ đời Cảnh Trị, đại để có nơi tăng, có nơi giảm, có nơi bình bổ vẫn như cũ. Số dân đinh hơi kém với ngạch đinh năm Bảo Thái, dân cũng cho là thuận tiện.
Tháng 10 năm Giáp Ngọ (1774), chúa Trịnh Sâm thân chinh mang quân đánh Thuận Hóa, Lê Quý Đôn được cử giữ chức Lưu thủ ở Thăng Long.
Đầu năm Ất Mùi (1775), tướng Hoàng Ngũ Phúc đánh chiếm được Thuận Hóa. Tháng 2 năm đó, chúa Trịnh trở về kinh, rồi thăng ông làm Tả thị lang bộ Lại kiêm Tổng tài Quốc sử quán.

Cũng trong năm đó xảy ra vụ Lê Quý Kiệt (con Lê Quý Đôn) đổi quyển thi với Đinh Thì Trung. Bị phát giác, cả hai đều bị tội. Vì là đại thần, Lê Quý Đôn được miễn nghị. Sách Khâm định Việt sử thông giám cương mục (Chính Biên, quyển thứ 44, tờ 27 và tờ 28) chép: 
"Quý Kiệt con Quý Đôn. Kỳ đệ tứ khoa thi [thi Hội] này, Quý Kiệt cùng Đinh [Thì] Trung đổi quyển cho nhau để làm bài. Việc bị lộ, Đinh [Thì] Trung phải tội lưu đi Yên Quảng, Quý Kiệt phải trở về làm dân. Đinh [Thì] Trung nhân phát giác bức thư riêng của Quý Kiệt và cáo tố là do Quý Đôn chủ sự. Trịnh Sâm lấy cớ Quý Đôn là bậc đại thần, bỏ đi không xét, mà luận thêm tội Quý Kiệt, bắt giam cấm ở ngục ở cửa Đông".

Năm Bính Thân (1776), chúa Trịnh Sâm đặt ty trấn phủ ở Thuận Hóa. Lê Quý Đôn được cử làm Hiệp trấn Tham tán quân cơ, để cùng với Đốc suất kiêm Trấn phủ Bùi Thế Đạt tìm cách chống lại quân Tây Sơn. Tại đây, ông soạn bộ Phủ biên tạp lục. Ít lâu sau, ông được triệu về làm Thị lang bộ Hộ kiêm chức Đô ngự sử. Năm Mậu Tuất (1778), ông được cử giữ chức Hành tham tụng, nhưng ông từ chối và xin đổi sang võ ban. Chúa Trịnh chấp thuận, cho ông làm Tả hiệu điểm, quyền Phủ sự (quyền như Tể tướng, tạm coi việc phủ chúa), tước Nghĩa Phái hầu. Tháng 4 năm đó, Lê Thế Toại dâng bài khải công kích Lê Quý Đôn. Năm sau (1779), ông lại bị Hoàng Văn Đồng tố cáo, nên bị giáng chức. Tháng 7, năm 1779, thổ tù Hoàng Văn Đồng làm phản, triều đình sai Nguyễn Lệ, Nguyễn Phan đi đánh, Văn Đồng xin hàng. Sách Khâm định Việt sử Thông giám cương mục chép rằng:
"Văn Đồng cáo tố rõ tình trạng sách nhiễu của Quý Đôn và Xuân Hán. Lệ đem việc này tâu về triều, bọn Quý Đôn đều can tội, phải giáng chức".
Năm Tân Sửu (1781), ông lại được giữ chức Tổng tài Quốc sử quán.
Tháng 9 năm Nhâm Dần (1782), chúa Trịnh Sâm qua đời, Trịnh Cán được nối ngôi chúa. Chỉ vài tháng sau, quân tam phủ nổi loạn giết chết Quận Huy (Hoàng Đình Bảo), phế bỏ Trịnh Cán và Đặng Thị Huệ (vợ chúa Trịnh Sâm, mẹ Trịnh Cán), lập Trịnh Khải làm chúa. Nhớ lại hiềm riêng, Nguyễn Khản nói với chúa Trịnh Khải giáng chức Lê Quý Đôn.
Đầu năm Quý Mão (1783), ông nhận lệnh đi làm Hiệp trấn xứ Nghệ An. Ít lâu sau, ông được triệu về triều làm Thượng thư bộ Công.

### Qua đời
Trong bối cảnh kiêu binh gây rối, triều chính rối ren, nhân dân đói khổ,... Lê Quý Đôn lâm bệnh nặng. Sau đó, ông xin về quê mẹ là làng Nguyễn Xá (huyện Duy Tiên, tỉnh Hà Nam) để chữa trị, nhưng không khỏi. Ông mất ngày 14 tháng 4 năm Giáp Thìn niên hiệu Cảnh Hưng thứ 45 (tức 11 tháng 6 năm 1784), lúc 58 tuổi.
Thương tiếc, chúa Trịnh Tông (tức Trịnh Khải) đã đề nghị với vua Lê Hiển Tông cho bãi triều ba ngày, cử Bùi Huy Bích làm chủ lễ tang, đồng thời cho truy tặng Lê Quý Đôn hàm Công bộ Thượng thư. Đến khi vua Lê Chiêu Thống nắm quyền chính, ông được gia tặng tước Dĩnh quận công.

## Con cái
Ông có bốn con trai: Lê Quý Kiệt, Lê Quý Châu, Lê Quý Tá và Lê Quý Nghị.

## Tác phẩm

Bộ sách Lê Quý Đôn toàn tập: Phủ biên tạp lục, Kiến văn tiểu lục, Đại Việt thông sử.

Theo GS. Dương Quảng Hàm, Lê Quý Đôn thật là một nhà bác học ở đời Lê mạt: một tay ông đã biên tập, trứ thuật rất nhiều sách. Tuy tác phẩm của ông đã thất lạc ít nhiều nhưng những bộ còn lưu lại cũng là một kho tài liệu để khảo cứu về lịch sử, địa dư và văn hóa của nước Việt... Có thể chia các tác phẩm chữ Hán của ông ra làm năm loại như sau:

### Các sách bàn giảng về kinh, truyện
- Dịch kinh phu thuyết (Lời bàn nông nổi về Kinh Dịch), gồm 6 quyển.
- Thư kinh diễn nghĩa (Giảng nghĩa Kinh Thư), gồm 3 quyển, đã được khắc in, có tựa của tác giả đề năm 1772.
- Xuân thu lược luận (Bàn tóm lược về Kinh Xuân Thu).

### Các sách khảo cứu về cổ thư
- Quần thư khảo biện (Xét bàn các sách), gồm 4 quyển, đã khắc in, có tựa của tác giả (đề năm 1757), của Chu Bội Liên (người nhà Thanh) và của Hồng Hải Hi (sứ Triều Tiên đề năm 1761).
- Thánh mô hiền phạm lục (Chép về mẫu mực của các bậc thánh hiền), gồm 12 quyển, có tựa của Chu Bội Liên và Hồng Khải Hi đề năm 1761.
- Vân Đài loại ngữ (Lời nói, chia ra từng loại, ở nơi đọc sách), gồm 4 quyển, viết năm 1773. Sách chia làm 9 mục, mỗi mục lại chia làm nhiều điều. Trong mỗi mục, tác giả trích dẫn các sách Trung Hoa (cổ thư, ngoại thư) nhiều quyển hiếm có, rồi lấy ý riêng của mình mà bàn. Xem sách này thì biết tác giả đã xem rộng đọc nhiều.

### Các sách sưu tập thi văn
- Toàn Việt thi lục (Chép đủ thơ nước Việt), gồm 20 quyển (theo Phan Huy Chú), nhưng hiện còn 15 quyển. Sách do ông phụng chỉ biên tập, dâng lên vua Lê Hiển Tông xem năm 1768. Trong sách sưu tập thơ của các thi gia Việt Nam từ đời Lý đến đời Hậu Lê... Đây là một quyển sách quý để khảo cứu về tiểu sử và tác phẩm của các thi gia.
- Hoàng Việt văn hải (Bể văn ở nước Việt của nhà vua), là sách sưu tập các bài văn hay.

### Các sách khảo về sử ký địa lý
- Đại Việt thông sử (còn gọi là "Lê triều thông sử"), gồm 30 quyển (theo Phan Huy Chú), viết năm 1749. Đây là bộ sử được viết theo thể kỷ truyện (chỉ có phần Bản kỷ là chép theo lối biên niên) chép từ thời vua Lê Thái Tổ (Lê Lợi) đến vua Lê Cung Hoàng (theo Phàm lệ của tác giả). Tuy nhiên, hiện nay chỉ còn truyền lại mấy phần là:

1. Đế kỷ (2 quyển), chép từ năm Lê Lợi khởi nghĩa (1418) đến năm ông mất (1433).
2. Nghệ văn chí (1 quyển), chép về sách vở văn chương.
3. Liệt truyện (11 quyển), chép về các Hậu phi, Hoàng tử, Danh thần (đời vua Lê Thái Tổ) và Nghịch thần (từ cuối đời nhà Trần đến nhà Mạc).

- Đại Việt sử ký tục biên (Nguyễn Hoàn, Lê Quý Đôn, Vũ Miên hợp soạn).
- Bắc sứ thông lục (Chép đủ việc khi đi sứ sang Trung Quốc), 4 quyển, làm năm 1763. Trong sách ghi chép các công văn, thư từ, núi sông, đường sá, chuyện trò, đối ứng trong khi đi sứ (1760-1762).
- Phủ biên tạp lục (chép lẫn lộn về chính trị cõi biên thùy), gồm 6 quyển, làm khi tác giả được cử làm Hiệp trấn Tham tán quân cơ ở phủ Thuận Hóa (1776). Trong sách biên chép khá tường tận xã hội xứ Đàng Trong (nhất là xứ Thuận Hóa và xứ Quảng Nam) ở thế kỷ 18.
- Kiến văn tiểu lục (Chép vặt những điều thấy nghe), gồm 12 quyển, có tựa của tác giả đề năm 1777. Đây là tập bút ký nói về lịch sử và văn hóa Việt Nam từ đời Trần đến đời Lê. Trong sách, tác giả đã đề cập tới nhiều lĩnh vực thuộc chế độ các vương triều Lý, Trần, từ thành quách núi sông, đường sá, thuế má, phong tục tập quán, sản vật, mỏ đồng, mỏ bạc và cách khai thác cho tới các lĩnh vực thơ văn, sách vở...
- Âm chất văn chú, gồm 2 quyển, đã khắc in, chép các bài huấn chú của các nhà ở Trung Quốc, có kèm theo lời đính chính của tác giả.
- Lịch đại danh thần ngôn hành lục, gồm 2 quyển, chép công việc của các danh thần các triều.

### Thơ văn
- Liên châu thi tập, gồm 4 quyển, chép thơ của Lê Quý Đôn cùng các thi gia khác, và những bài trả lời của các thi sĩ nhà Thanh và Cao Ly làm khi ông đi sứ sang Trung Quốc.
- Quế Đường thi tập (Tập thơ Quế Đường), gồm 4 quyển
- Quế Đường văn tập (tập văn Quế Đường), gồm 3 quyển.

Về văn Nôm, hiện nay chỉ còn:
- Bài thơ thất ngôn bát cú "Rắn đầu biếng học".
- Bài kinh nghĩa: "Vãng chi nhữ gia, tất kính tất giới, vô vi phu tử" (Mày về nhà chồng phải kính răn, chớ trái ý chồng).
- Bài văn sách hỏi về câu "Lấy chồng cho đáng tấm chồng, bõ công tô điểm má hồng răn đen".
- Bài kinh nghĩa: "Mẹ ơi con muốn lấy chồng".
- Bài "khải" viết bằng văn xuôi chép trong Bắc sứ thông lục.

Tuy nhiên trừ bài "khải" ra, theo PGS. Nguyễn Thạch Giang, các bài Nôm còn lại đều không chắc là của ông.

## Nhận xét
Lê Quý Đôn là một "nhà bác học ham đọc, ham biết và ham viết", là "một nhà bác học có kiến thức hết sức uyên bác và đa dạng". Điều đó đã được nhà sử học Phan Huy Chú nói đến từ những năm đầu của thế kỷ 19, trích:
"Ông có tư chất khác đời, thông minh hơn người mà (vẫn) giữ tính nết thuần hậu, lại chăm học không biết mỏi. Tuy đỗ đạt vinh hiển, tay vẫn không rời quyển sách. Bình sinh (ông) làm sách rất nhiều. Bàn về kinh sử thì sâu sắc, rộng rãi, mà nói về điển cố thì đầy đủ rõ ràng. Cái sở trường của ông vượt hơn cả, nổi tiếng trên đời. Văn thơ ông làm ra gọi là Quế đường tập có mấy quyển" (trong "Nhân vật chí")
"Ông là người học vấn rộng khắp, đặt bút thành văn. Cốt cách thơ trong sáng. Lời văn hồn nhiên..., không cần suy nghĩ mà trôi chảy dồi dào như sông dài biển cả, không chỗ nào không đạt tới, thật là phong cách đại gia" (trong "Văn tịch chí").
Xét góc cạnh khác, theo Giáo sư Văn Tân thuộc Viện Sử học (Việt Nam), Lê Quý Đôn còn là:
- Một nhà trí thức muốn có những cải cách trong xã hội Việt Nam.
- Một nhà chính trị quan tâm đến nhân dân, gần gũi nhân dân, và hiểu những mong muốn của nhân dân.
- Một nhà trí thức có tư tưởng tự tôn và tự hào dân tộc.

Tuy nhiên, là một nho sĩ trung thành với họ Trịnh, và ý hệ thức của Lê Quý Đôn là ý thức hệ của giai cấp phong kiến hồi thế kỷ 18, nên trong đời ông, ông đã từng đi đánh dẹp các đội quân nổi dậy chống lại triều đình Lê-Trịnh.

## Giai thoại văn học
Có một số giai thoại kể về Lê Quý Đôn, đáng chú ý có chuyện Rắn đầu biếng học:
Người ta kể rằng, một hôm, Tiến sĩ Vũ Công Trấn đến thăm Tiến sĩ Lê Phú Thứ là người bạn cùng đỗ Tiến sĩ khoa Giáp Thìn 1724 (sau đổi là Lê Trọng Thứ). Nghe con bạn là Lê Quý Đôn còn trẻ mà đã hay chữ nên ông Trấn lấy đầu đề "Rắn đầu biếng học" để thử tài. Ít phút sau, Lê Quý Đôn đã làm xong bài thơ dưới đây:
Chẳng phải liu điu vẫn giống nhà!
Rắn đầu biếng học lẽ không tha
Thẹn đèn hổ lửa đau lòng mẹ,
Nay thét mai gầm rát cổ cha.
Ráo mép chỉ quen tuồng lếu láo,
Lằn lưng cam chịu vết roi da.
Từ nay Trâu Lỗ xin siêng học,
Kẻo hổ mang danh tiếng thế gia!
Bài thơ đúng vần, đúng luật, rất hợp đầu đề, mà ý tứ lại cao kỳ. Đặc biệt, mỗi câu có tên một loài "rắn".

## Các địa danh, công trình đặt theo tên Lê Quý Đôn

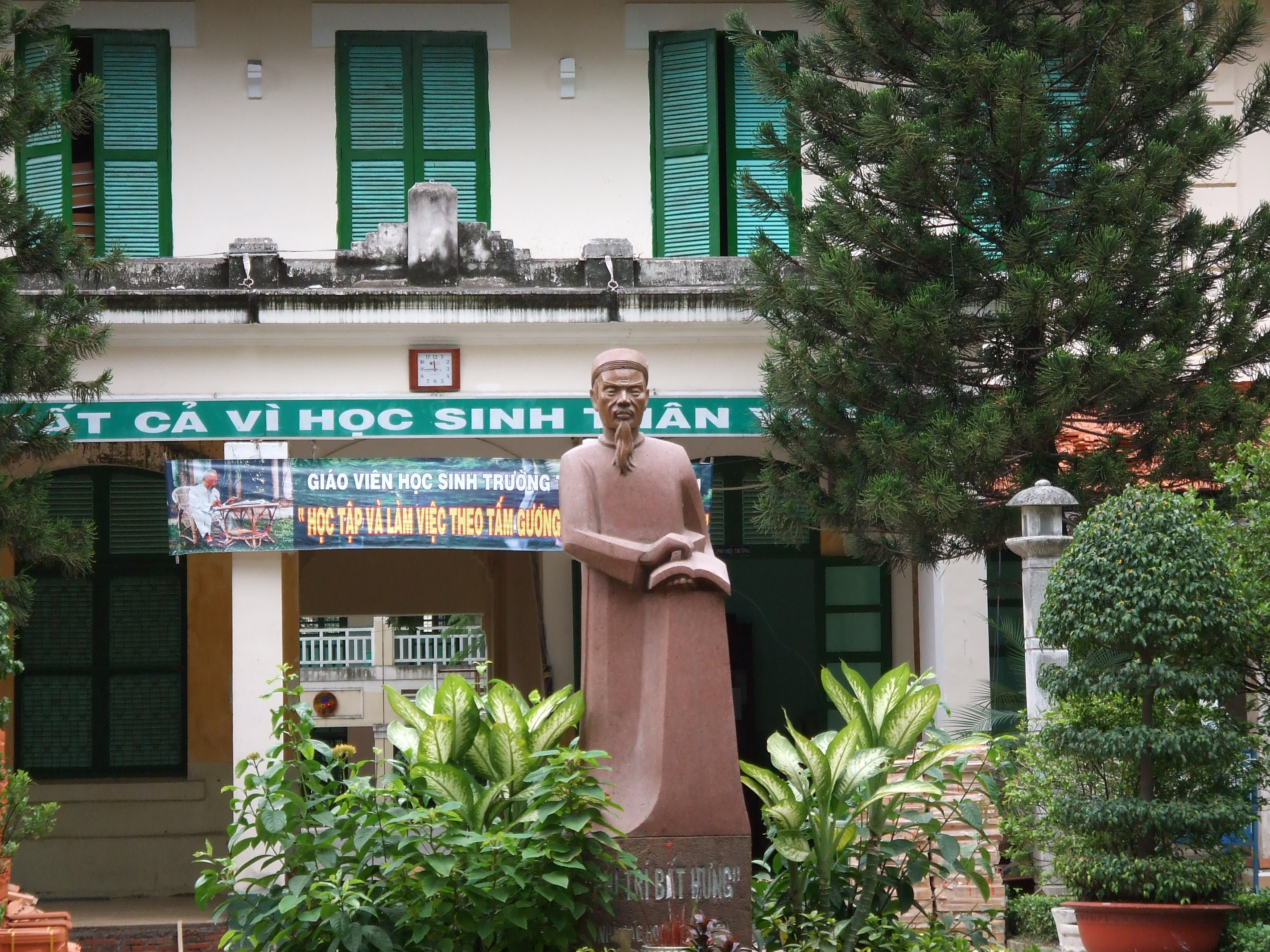
Trường THPT Lê Quý Đôn, quận 3, Thành phố Hồ Chí Minh

### Địa danh
Trong chương trình Sáp nhập tỉnh, thành Việt Nam 2025, tỉnh Thái Bình sáp nhập vào tỉnh Hưng Yên, dự kiến 3 xã của huyện Hưng Hà gồm Minh Tân, Độc Lập và Hồng An gộp lại thành xã Lê Quý Đôn, trụ sở UBND xã sẽ đặt tại địa phận xã Độc Lập cũ, quê hương của Lê Quý Đôn.
- Phố Lê Quý Đôn ở Thành phố Uông Bí
- Phố Lê Quý Đôn ở Thành phố Hạ Long
- Phố Lê Quý Đôn ở Thị xã Quảng Yên
- Phố Lê Quý Đôn, phường Bạch Đằng, quận Hai Bà Trưng, thành phố Hà Nội.
- Phố Lê Quý Đôn, Quận 3, Thành phố Hồ Chí Minh.
- Phố Lê Quý Đôn, phường Trần Lãm, thành phố Thái Bình, tỉnh Thái Bình.
- Phố Lê Quý Đôn, phường Kinh Bắc, tỉnh Bắc Ninh (mới).

### Công trình
Tên Lê Quý Đôn được dùng để đặt tên cho nhiều trường học ở khắp nước Việt Nam như: 
- Trường Đại học Kỹ thuật Lê Quý Đôn ở Hà Nội
- Trường Trung học phổ thông chuyên Lê Quý Đôn, Đà Nẵng
- Trường Trung học phổ thông chuyên Lê Quý Đôn, Bình Định
- Trường Trung học phổ thông chuyên Lê Quý Đôn, Vũng Tàu
- Trường Trung học phổ thông chuyên Lê Quý Đôn, Ninh Thuận
- Trường Trung học phổ thông chuyên Lê Quý Đôn, Khánh Hòa
- Trường Trung học phổ thông chuyên Lê Quý Đôn, Quảng Trị
- Trường Trung học phổ thông chuyên Lê Quý Đôn, Điện Biên
- Trường Trung học phổ thông chuyên Lê Quý Đôn, Lai Châu
- Trường Trung học phổ thông Lê Quý Đôn, Thành phố Hồ Chí Minh
- Trường Trung học phổ thông Lê Quý Đôn – Đống Đa, Hà Nội
- Trường Trung học phổ thông Lê Quý Đôn, Thái Bình
- Trường THPT Lê Quý Đôn − Thành phố Cẩm Phả, Quảng Ninh
- Trường THPT Lê Quý Đôn – Hải Phòng
- Trường THPT Lê Quý Đôn – Thành phố Tam Kỳ, Quảng Nam
- Trường THPT Lê Quý Đôn – Hà Tĩnh
- Trường THPT Lê Quý Đôn – Hòa Bình
- Trường THPT Lê Quý Đôn – Thành phố Biên Hòa, Đồng Nai
- Trường THPT Lê Quý Đôn – quận Hà Đông, Hà Nội
- Trường THCS Lê Quý Đôn – quận Cầu Giấy, Hà Nội
- Trường THCS Lê Quý Đôn – Thành phố Vị Thanh, Hậu Giang
- Trường THPT Lê Quý Đôn – Thành phố Ngã Bảy, Hậu Giang
- Trường THPT Lê Quý Đôn – Long An
- Trường THPT Lê Quý Đôn – Đắk Nông
- Trường THPT Lê Quý Đôn – Bắc Ninh
- Trường THCS Lê Danh Phương – Hưng Hà, Thành phố Thái Bình
- Trường THCS Lê Quý Đôn – Quận 3, Thành phố Hồ Chí Minh
- Trường THCS Lê Quý Đôn – Thành phố Bắc Giang, Bắc Giang
- Trường THCS Lê Quý Đôn – Hải Dương
- Trường THCS Lê Quý Đôn – Thành phố Sóc Trăng, Sóc Trăng
- Trường THCS Lê Quý Đôn – Lào Cai
- Trường THCS Lê Quý Đôn – huyện Ý Yên, Nam Định
- Trường THCS Lê Quý Đôn – huyện Mộc Châu, Sơn La
- Trường THCS Lê Quý Đôn, phường Phúc Lợi, quận Long Biên, Hà Nội
- Trường Tiểu học Lê Quý Đôn, Thành phố Mỹ Tho, Tiền Giang
- Trường THPT Lê Quý Đôn – Buôn Ma Thuột, Đắk Lắk
- Trường THPT Lê Quý Đôn, Hòa Thành, tỉnh Tây Ninh
- Trường Tiểu học Lê Quý Đôn, huyện Đăk Tô, Kon Tum
- Trường Tiểu học Lê Quý Đôn, quận Long Biên, thành phố Hà Nội
- Trường THCS Lê Quý Đôn, quận Hà Đông, thành phố Hà Nội

Tên ông còn được dùng để đặt cho một tàu buồm huấn luyện của Hải quân Nhân dân Việt Nam: tàu HQ-286 Lê Quý Đôn.

## Sách tham khảo
- Thanh Lãng. Bảng lược đồ văn học Việt Nam, Quyển thượng. Nhà xuất bản Sài Gòn, không ghi năm xuất bản.
- Bùi Hạnh Cẩn (1985). Lê Quý Đôn. Nhà xuất bản Văn hóa.
- Phan Huy Chú (1992). Lịch triều hiến chương loại chí, tập 1, mục Nhân vật chí và tập 3, mục Văn tịch chí. Nhà xuất bản Khoa học xã hội.
- Dương Quảng Hàm (1986). Việt Nam văn học sử yếu (bản in lần thứ 10). Trung tâm học liệu xuất bản, Sài Gòn.
- Văn Tân, GS. (2012). Con người và sự nghiệp Lê Quý Đôn. In trong Tổng tập dư địa chí Việt Nam (tập 3). Nhà xuất bản Thanh Niên.
- Trần Văn Giáp (2003). Tìm hiểu khoa sách Hán Nôm (trọn bộ). In trong Tổng tập dư địa chí Việt Nam (tập 3). Nhà xuất bản Khoa học xã hội.
- Nhóm biên soạn sách Phủ biên tạp lục (2012). Tiểu sử Lê Quý Đôn. In trong Tổng tập dư địa chí Việt Nam (tập 3). Nhà xuất bản Thanh Niên.

## Chú giải
1. ↑  "Tiểu sử Lê Quý Đôn" (tr. 304) ghi ông bắt đầu làm quan vào năm Giáp Tuất (1754).
2. ↑  Phan Huy Chú (mục "Nhân vật", tr. 391) ghi chức vụ của ông hơi khác, đó là: "Tham tri đạo Thuận-Quảng, kiêm chức Hiệp trấn phủ".
3. ↑  "Tiểu sử Lê Quý Đôn" (tr. 305) chép khác: "Cuối năm 1776, ông được triệu về làm Hành bộ phiên Cơ mật sự vụ kiêm Chưởng tài phú".
4. ↑  Bùi Hạnh Cẩn (tr. 209) ghi là "Hữu hiệu điểm".
5. ↑  Lê Thế Toại, Tham nghị cũ ở xứ Thanh Hóa, dâng tờ khải: "Dĩnh Thành Hầu Lê Quý Đôn dụng tâm quanh co, bỉ ổi, mong muốn càn rỡ những điều quá hạn định của mình: nào lập mưu cho con ăn cắp bài văn thi ở trong trường, nào vụng trộm chiếm nơi cấm địa. Ông Mạnh Tử nói: "Quan sát con ngươi của từng người, thì người gian người ngay không thể nào giấu diếm được". Con ngươi của Lê Quý Đôn lúc nào cũng đưa đẩy lia lịa, nếu dùng người này vào chức cao cả tất nhiên làm tai hại cho nhân dân..."
6. ↑  Theo Bùi Hạnh Cẩn, tr. 216: "Năm 1773, khi được cử làm Đồn điền sứ ở Trường Yên, Nguyễn Khản đã không chịu làm theo kế hoạch khai khẩn ruộng hoang của Lê Quý Đôn, nên hai người đã bực nhau từ lúc đó"
7. ↑  Phan Huy Chú (mục: "Nhân vật chí", tr. 391, hiện có ở Thư viện Hán Nôm, ký hiệu: A. 573, tờ 126) chép hơi khác: "Tháng 9 năm Nhâm Dần (1782), chúa Trịnh Sâm mất, Trịnh Cán lên nối nghiệp. Vì nịnh thần gièm pha nên Lê Quý Đôn bị giáng. Mùa đông năm Quý Mão (1783), ông đi làm Hiệp trấn Nghệ An. Rồi ông mất, thọ 58 tuổi". Phan Huy Ôn trong Đăng khoa bị khảo cũng chép ông mất năm 1783. Tuy nhiên, thông tin ông mất năm 1784 tại quê mẹ được coi là "có căn cứ hơn" (Nguyễn Lộc, tr. 831).
8. ↑  Theo Bùi Hạnh Cẩn (tr. 5) thì Vũ Công Trấn là người làng Đôn Thư, tổng Phương Trung, trấn Sơn Nam Thượng, phủ Ứng Thiên (nay thuộc xã Kim Thư, huyện Thanh Oai, Hà Nội) đỗ đệ tam giáp đồng tiến sĩ khoa Giáp Thìn năm 1724.
9. ↑  "Trâu" ở đây chỉ loài rắn hổ trâu, ngoài ra còn dùng để ám chỉ quê của Mạnh Tử. Còn "Lỗ" ở đây ám chỉ quê của Khổng Tử.